# العلاقات التركية الجنوب إفريقية
العلاقات التركية الجنوب أفريقية هي العلاقات الثنائية التي تجمع بين تركيا وجنوب أفريقيا.

## مقارنة بين البلدين
هذه مقارنة عامة ومرجعية للدولتين:
| وجه المقارنة                                              | تركيا         | جنوب أفريقيا |
| --------------------------------------------------------- | ------------- | --- |
| المساحة (كم2)                                             | 783.56 ألف    | 1.22 مليون |
| عدد السكان (نسمة)                                         | 80.14 مليون   | 57.73 مليون |
| الكثافة السكانية (ن./كم²)                                 | 102.28        | 47.32 |
| العاصمة                                                   | أنقرة         | بريتوريا، بلومفونتين، كيب تاون |
| اللغة الرسمية                                             | اللغة التركية | لغة إنجليزية، اللغة الأفريقانية، اللغة النديبلي الجنوبية، اللغة السوثو الشمالية، اللغة السوتية، لغة سوازي، اللغة التسونجا، اللغة التسوانية، اللغة الفيندية، اللغة الكوسية، اللغة الزولوية |
| العملة                                                    | ليرة تركية    | راند جنوب أفريقي |
| الناتج المحلي الإجمالي (بليون دولار)                      | 851.10 مليار  | 349.42 مليار |
| الناتج المحلي الإجمالي (تعادل القوة الشرائية) بليون دولار | 1.57 تريليون  | 725.91 مليار |
| الناتج المحلي الإجمالي الاسمي للفرد دولار أمريكي          | 9.12 ألف      | 5.72 ألف |
| الناتج المحلي الإجمالي للفرد دولار أمريكي                 | 19.79 ألف     | 13.05 ألف |
| مؤشر التنمية البشرية                                      | 0.761         | 0.666 |
| رمز المكالمات الدولي                                      | +90           | +27 |
| رمز الإنترنت                                              | .tr           | .za |
| المنطقة الزمنية                                           | ت ع م+03:00   | ت ع م+02:00، أفريقيا/جوهانسبرغ ‏ |

## مدن متوأمة
في ما يلي قائمة باتفاقيات التوأمة بين مدن تركية وجنوب أفريقية:
- ترتبط إزمير مع كيب تاون باتفاقية توأمة منذ 1993.[14][14][14][14]

## منظمات دولية مشتركة
يشترك البلدان في عضوية مجموعة من المنظمات الدولية، منها:
| علم المنظمة | اسم المنظمة                                                | تاريخ انضمام تركيا | تاريخ انضمام جنوب أفريقيا |
| ----------- | ---------------------------------------------------------- | ------------------ | ------------------------- |
|             | وكالة ضمان الاستثمار متعدد الأطراف                         | 3 يونيو 1988       | 10 مارس 1994              |
|             | الأمم المتحدة                                              | 24 أكتوبر 1945     | 7 نوفمبر 1945             |
|             | العملية المشتركة للاتحاد الأفريقي والأمم المتحدة في دارفور | ?                  | ?                         |
|             | الفريق المعني برصد الأرض                                   | ?                  | ?                         |
|             | مجموعة العشرين                                             | ?                  | ?                         |
|             | منظمة حظر الأسلحة الكيميائية                               | ?                  | ?                         |
|             | منظمة التجارة العالمية                                     | 26 مارس 1995       | 1995                      |
|             | منظمة الشرطة الجنائية الدولية                              | ?                  | ?                         |
|             | البنك الإفريقي للتنمية                                     | ?                  | ?                         |
|             | مؤسسة التنمية الدولية                                      | 22 ديسمبر 1960     | 12 أكتوبر 1960            |
|             | نظام تحكم تكنولوجيا القذائف                                | 1997               | 1995                      |
|             | يونسكو                                                     | 4 نوفمبر 1946      | 4 نوفمبر 1946             |
|             | الاتحاد البريدي العالمي                                    | ?                  | ?                         |
|             | البنك الدولي للإنشاء والتعمير                              | 11 مارس 1947       | 27 ديسمبر 1945            |
|             | المنظمة الهيدروغرافية الدولية                              | ?                  | ?                         |
|             | الاتحاد الدولي للاتصالات                                   | 1866               | 1910                      |
|             | مؤسسة التمويل الدولية                                      | 19 ديسمبر 1956     | 3 أبريل 1957              |
|             | مجموعة الموردين النوويين                                   | ?                  | ?                         |

## وصلات خارجية
- موقع وزارة الخارجية التركية
- موقع وزارة الخارجية الجنوب أفريقية